# Pierre de Crawhez
Le Baron Pierre de Crawhez, né le 3 août 1874 à Gosselies et mort le 29 avril 1925 (à 50 ans) à Bruxelles, est un ancien pilote automobile belge.

## Biographie

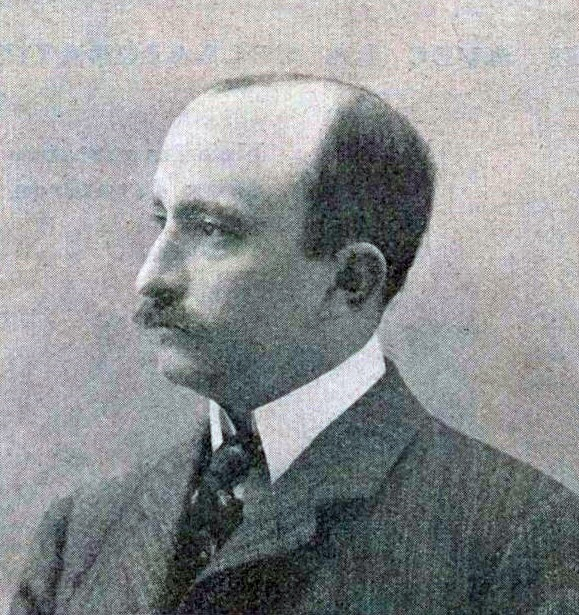
Le Baron Pierre de Crawhez (1905).

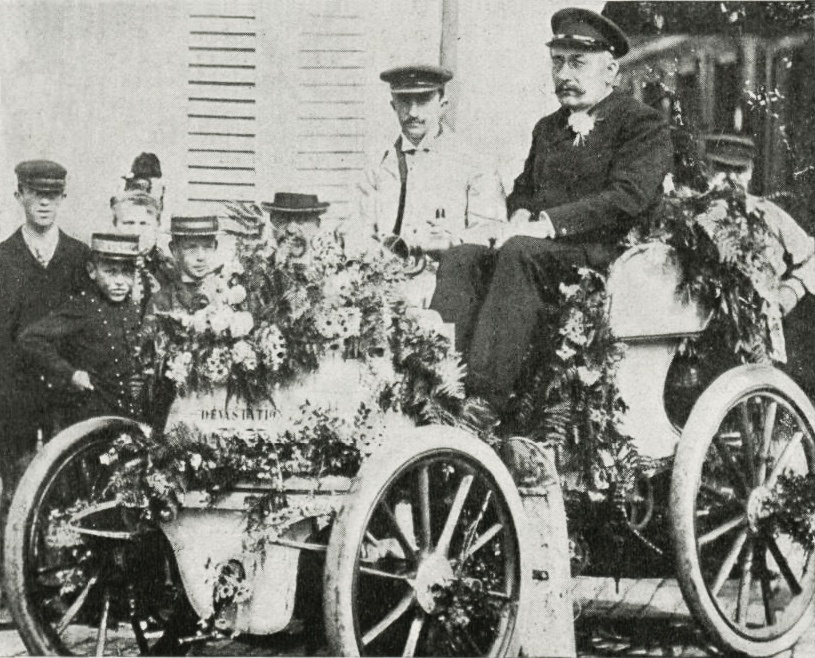
Pierre de Crawhez, vainqueur de Bruxelles-Spa en juin 1898 sur Panhard.

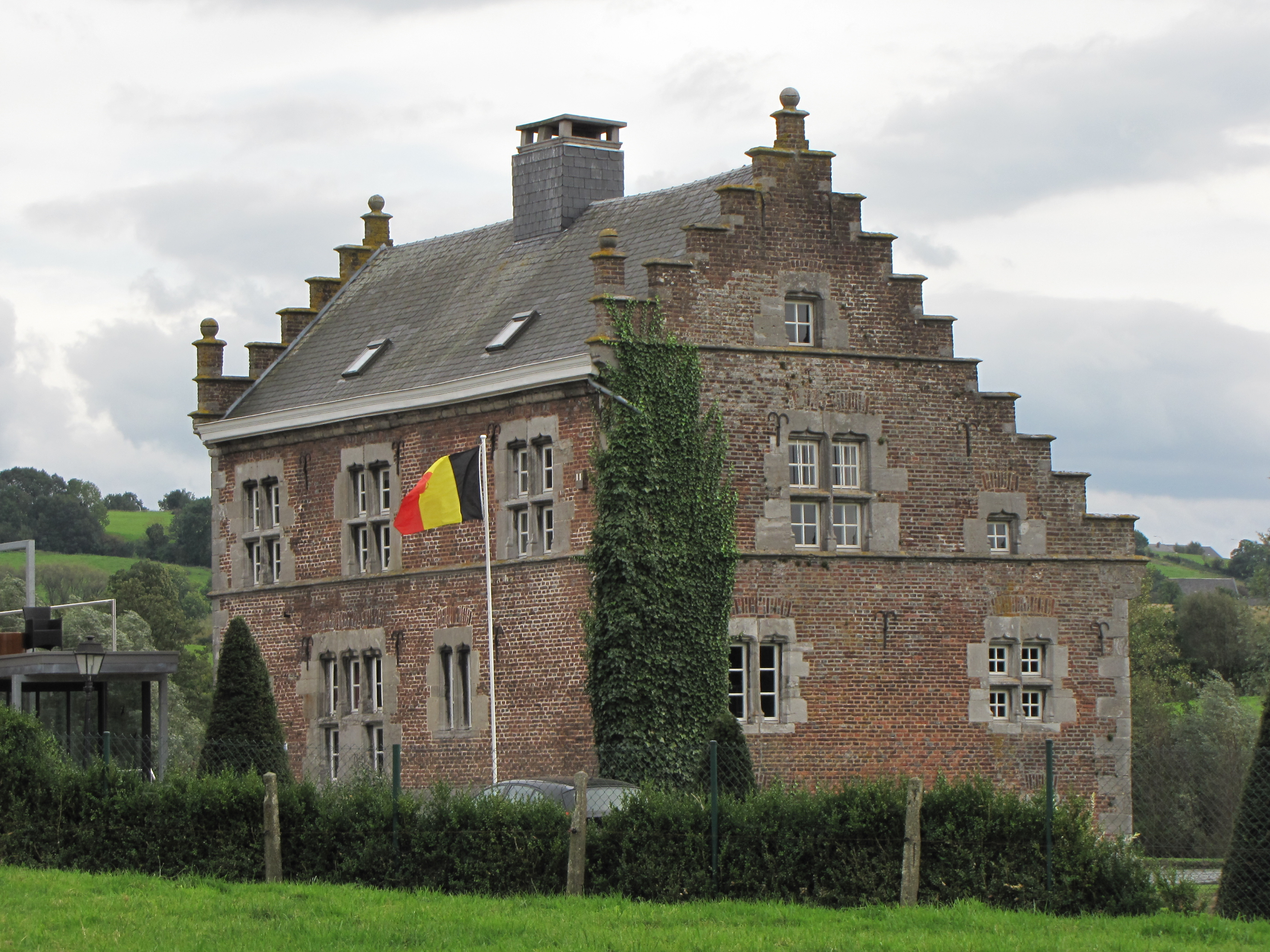
La ferme-château du hameau de Crawhez, un actuel restaurant (entité de Thimister-Clermont).

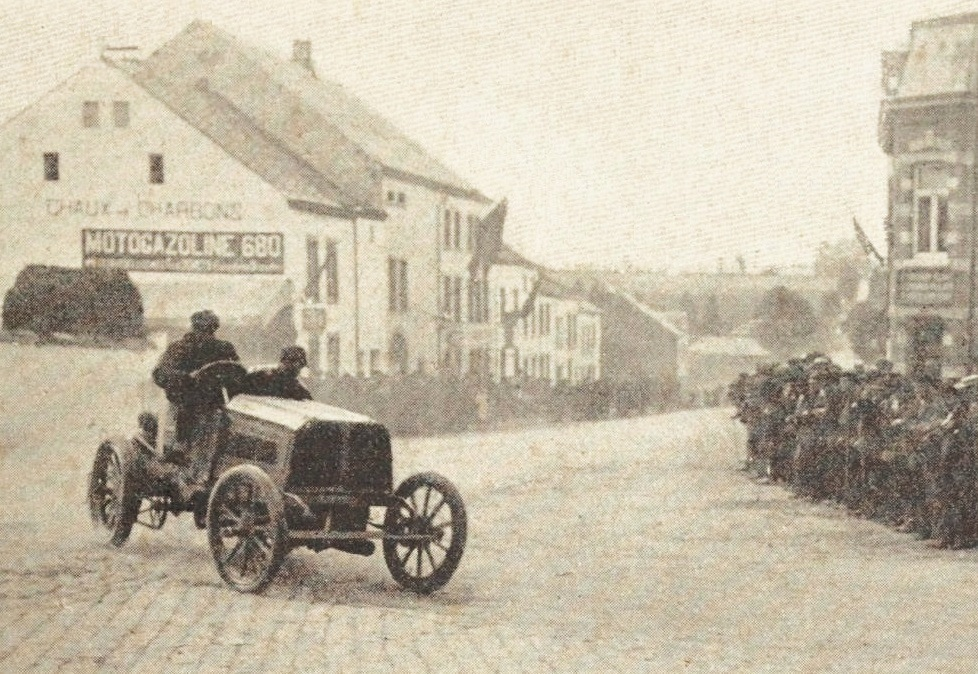
Pierre de Crawhez vainqueur au Circuit des Ardennes 1903 sur Panhard.

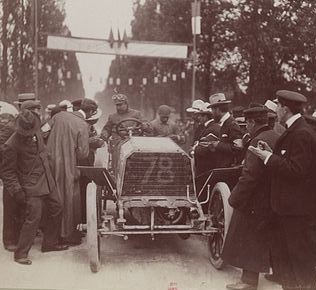
Pierre de Crawhez arrive à Bordeaux (Paris-Madrid 1903), toujours sur Panhard.

Sa carrière en course démarre sur une De Dion.
Il est l'homme par lequel l'idée d'un circuit automobile fermé a germé. Il devient à cette fin l'instigateur du Circuit automobile des Ardennes en 1902, course qu'il remporte personnellement le lundi 22 juin 1903, conforté alors dans son idée par l'issue meurtrière de la course Paris-Madrid 1903, disputée encore de ville à ville un mois auparavant, et à laquelle il a participé.
Le circuit des Ardennes -sur routes fermées- est organisé par l'Automobile-Club de Belgique, dont il est le Président. Il est de la première édition de 1902, sur une Panhard & Levassor 70 HP contrainte d'abandonner alors qu'il mène la course, au deuxième tour. Également pilote Panhard, son compatriote René de Knyff était l'une de ses relations suivies.
Pierre de Crawhez a deux frères, Jean et Joseph, qui disputent avec lui la "Grande semaine automobile d'été à Spa" en 1897, qui comporte quatre courses sur quatre journées.
Ce Baron ne doit pas être confondu avec un autre, le Baron Pierre de Caters (1875-1944), également coureur automobile et aviateur belge de la même époque.
Le château des barons de Crawhez est dans le Domaine du Bois-Lombut, un grand parc paysager situé à Gosselies (Charleroi).

## Palmarès
- Bruxelles-Château d'Ardenne-Spa, en 1898 sur Panhard
- Vainqueur de catégorie dans Spa-Stavelot-Houffalize-Bastogne-Marche-Remouchamps-Spa, en 1899 sur Panhard
- Course d'Anvers, en 1899 sur Daimler
- Course de côte de Malchamps à Spa, en juin 1900 sur Clément[3]
- Meeting d'Ostende, en 1901
- Circuit des Ardennes, en 1903 sur Panhard 70 HP (meilleur tour en course, leader durant les 6 tours de l'épreuve)
- 3e de Nice-Salon-Nice, en 1901
- 5e du Paris-Madrid, en 1903 sur Panhard 70 HP
- Participation à la coupe Gordon Bennett, en juin 1904 (dernière année de présence comme coureur) sur automobile Pipe (de la Compagnie Belge de Construction Automobile, ou RVCCB, des frères Alfred et Victor Goldschmidt), à pneus Continental (avec ses compatriotes Maurice Augières et Lucien Hautvast, alors qu'il n'avait pu terminer les éliminatoires françaises de la coupe internationale Bennett, avec une Hotchkiss HH en mai)
- Autres participations: Bruxelles-Namur-Spa en 1899, Paris-Bordeaux en 1901[4], Paris-Berlin 1901, le Circuit du Nord en 1902, Paris-Vienne en 1902 (classé 11e, épreuve dite VIIe Grand Prix de l'ACF).

(Nota Bene: Jean Marie de Crawhez termine 20e du Paris-Vienne 1902, 38e du Paris-Berlin 1901, et abandonne lui aussi sur Panhard dans le même tour que Pierre de Crawhez  lors du circuit des Ardennes 1902)

## Responsabilités
- Pierre de Crawhez est l'un des deux commissaires belges du Circuit européen d'aviation qui s'est déroulé du 18 juin au 7 juillet 1911.
- Pierre de Crawhez exerce la fonction de président de la Fédération des Automobile Clubs Provinciaux de Belgique (la FACPB) durant les années 1920.